# Équation de Flory–Fox
En chimie des polymères, l'équation de Flory-Fox est une formule empirique simple qui relie la masse molaire d'un polymère à sa température de transition vitreuse. L'équation a été proposée pour la première fois en 1950 par Paul J. Flory et Thomas G. Fox à l'Université Cornell. Leur travail sur le sujet a renversé la théorie précédemment tenue que la température de transition vitreuse était la température à laquelle la viscosité a atteint un maximum. Au lieu de cela, ils ont démontré que la température de transition vitreuse est la température à laquelle l'espace libre disponible pour les mouvements moléculaires atteint une valeur minimale. Alors que sa précision est habituellement limitée à des échantillons de distribution étroite de masse molaire, elle sert de bon point de départ pour des relations structure-propriété plus complexes.

## Description

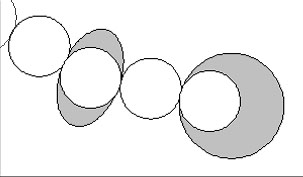
Une chaîne de polymère (représentée par des cercles blancs) présente plus de volume libre (représenté par l'ombrage gris) à la fin de la chaîne qu'au sein de la chaîne.

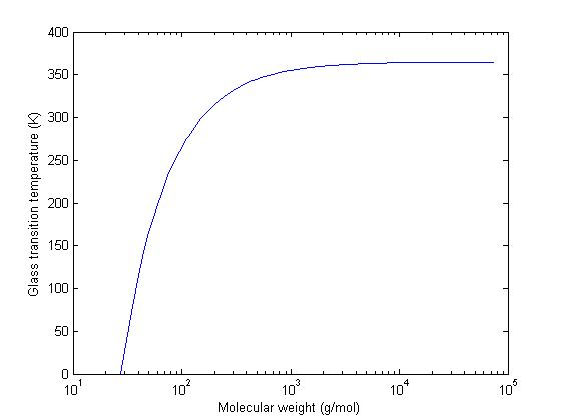
Un graphe montrant l'influence de la masse moléculaire de la chaîne d'un polymère (g/mol) sur la température de transition vitreuse (kelvin), comme prédit par l'équation de Flory-Fox.

L'équation de Flory–Fox correspond à la relation entre la masse molaire moyenne en nombre, Mn, et la température de transition vitreuse, Tg, comme indiqué ci-dessous :
{\displaystyle T_{g}=T_{g,\infty }-{\frac {K}{M_{n}}}}
où Tg,∞ est la température de transition vitreuse maximale qui peut être atteinte à une masse molaire infinie théorique et K est un paramètre empirique qui est lié au volume libre présent dans l'échantillon de polymère. C'est ce concept de «volume libre» qui est observé par l'équation de Flory-Fox.
Le volume libre peut être plus facilement compris comme étant la "zone des coudes" d'une chaîne de polymère par rapport aux autres chaînes de polymère qui l'entourent. Plus la chaîne a de coudes, plus il est facile pour la chaîne de bouger et d'obtenir différentes conformations physiques. Le volume libre diminue lors du refroidissement de l'état caoutchouteux jusqu'à la température de transition vitreuse à laquelle il atteint une valeur minimale critique et le réarrangement moléculaire est effectivement «gelé», de sorte que les chaînes polymères manquent de volume libre suffisant pour obtenir différentes conformations physiques. Cette capacité à obtenir différentes conformations physiques est appelée mobilité segmentaire.
Le volume libre dépend non seulement de la température, mais aussi du nombre de chaînes de polymère présentes dans le système. Les unités de chaîne terminale présentent un plus grand volume libre que les unités dans la chaîne car les liaisons covalentes qui composent le polymère sont plus courtes que les distances intermoléculaires les plus proches trouvées entre la fin de la chaîne et les molécules voisines. En d'autres termes, les unités d'extrémité de chaîne sont moins denses que les unités interchaînes liées de manière covalente. Cela signifie qu'un échantillon de polymère ayant de grandes longueurs de chaîne (masses molaires élevées) aura moins d'extrémités de chaîne par unité totale et moins de volume libre qu'un échantillon de polymère constitué de chaînes courtes. En bref, les extrémités de la chaîne peuvent être considérées comme une "impureté" lorsqu'on considère le tassement des chaînes. Plus il y a d'"impureté", plus faible est la Tg.
Ainsi, la température de transition vitreuse dépend du volume libre, qui à son tour dépend de la masse molaire moyenne de l'échantillon de polymère. Cette relation est décrite par l'équation de Flory-Fox. Des valeurs de basses masses molaires conduisent à des températures de transition vitreuse plus faibles alors que des valeurs croissantes de masse molaire conduisent à une approche asymptotique de la température de transition vitreuse vers Tg,∞. Le graphe montre clairement cette relation - à mesure que la masse molaire augmente, la température de transition vitreuse augmente asymptotiquement à Tg,∞ (dans ce cas arbitraire montré dans l'image, Tg,∞ = 365 K).

## Équations alternatives
Alors que l'équation de Flory-Fox décrit très bien de nombreux polymères, elle est plus fiable pour les grandes valeurs de Mn et les distributions étroites de masse molaire. En conséquence, d'autres équations ont été proposées pour fournir une meilleure précision pour certains polymères. Par exemple :
{\displaystyle T_{g}=T_{g,\infty }-{\frac {K}{(M_{n}M_{w})^{\frac {1}{2}}}}.}
Cette modification mineure de l'équation de Flory-Fox, proposée par Ogawa, remplace la dépendance inverse de Mn par la racine carrée du produit de la masse molaire moyenne en nombre, Mn, et de la masse molaire en masse, Mw. En outre, l'équation :
{\displaystyle {\frac {1}{T_{g}}}={\frac {1}{T_{g,\infty }}}+{\frac {K}{T_{g,\infty }^{2}}}{\frac {1}{M_{n}}}}
proposée par Fox et Loshaek, est appliquée pour le polystyrène, le polyméthacrylate de méthyle, et le polyisobutylène, entre autres.

## Utilisations
Il est important de noter que malgré la dépendance de Tg à la masse molaire que décrivent l'équation de Flory-Fox et les équations connexes, la masse molaire n'est pas nécessairement un paramètre de conception pratique pour contrôler la Tg parce que l'intervalle sur lequel il peut être modifié sans la modification des propriétés physiques du polymère est faible.